# 古元古代
古元古代（英語：Paleoproterozoic，符号PP）是地质时代中的一个代，开始于同位素年龄25億年前（Ma），结束于16億年前（Ma）。古元古代期间蓝藻、细菌非常繁盛。
古元古代属于前寒武纪元古宙，上一个代是新太古代，下一个代是中元古代。古元古代包括了成铁纪、层侵纪、造山纪、固结纪。
这一时期，地球上的大陆第一次稳定下来。古生物学证据表明，在大约18亿年前，地球的自转速度相当于20个小时，这意味着每年总共有大约450天。

## 古元古代大气
大氧化事件之前，几乎所有生命体都是厌氧生物，代谢基于一种不需要氧气的呼吸作用。大量自由氧对大多数厌氧生物来说毒性巨大，因此大氧化事件来临时，大多数厌氧生物都灭绝了。幸存生物要么对氧气的氧化作用有一定抵抗力，要么藏进了无氧环境中。大气中游离氧的突然增加和随之而来的厌氧生物灭绝是地球历史上最早、最重要的大规模灭绝事件之一。

## 真核生物出现
真核生物大规模涌现应当是在古元古代。
虽然具体时间点还有争议，
目前达成的共识是真核生物应出现于古元古代某时。

## 地质事件
这一时期，最早的全球规模陆陆碰撞带形成。与之相关的造山事件有：南美和西非21–20亿年前的跨亚马逊及象牙造山运动；南非~20亿年前的林波波带；19–18亿年前北美洲的跨哈德逊造山运动、彭诺克造山运动、Taltson–Thelon造山运动、翁培造山运动、昂加瓦岩浆事件、托恩盖特造山运动、格陵兰的纳格苏托基德造山运动；19–18亿年前的克拉-卡累利阿、沃里尼亚-中俄罗斯、东欧波罗的的帕切尔玛造山运动及瑞芬造山运动；西伯利亚19–18亿年前的阿基特坎造山运动；~19.5亿年前的孔兹岩带；~18.5亿年前的跨华北造山运动；北美洲南部18-16亿年前亚瓦佩造山运动及马扎察尔造山运动。
这种碰撞带模式足以支持一个超大陆的生成，即哥伦比亚大陆。大陆碰撞突然导致大规模的造山，这导致大氧化事件后生物量和碳埋藏增加。据推测，俯冲的碳质沉积物润滑加速了岩层压缩变形的过程，导致了地壳增厚
今日瑞典北部的长英质火成岩所反映的火山活动造就了基律纳斑岩和阿尔维斯尧尔斑岩。
巴塔哥尼亚最古老的岩石圈地幔形成。

## 外部連結
- （英文）古元古代（页面存档备份，存于）
- （英文）EssayWeb 古元古代
- （英文）第一次呼吸：地球十亿年来争夺氧气的斗争 （页面存档备份，存于） New Scientist, #2746, 5 February 2010 by Nick Lane. Posits an earlier much longer snowball period, c2.4 - c2.0 Gya, triggered by the Great Oxygenation Event.
- （英文）The information on eukaryotic lineage diversification was gathered from a New York Times opinion blog by Olivia Judson. See the text here:  （页面存档备份，存于）.
- （英文）古元古代（年代地层尺度） （页面存档备份，存于）